# My Aim Is True
My Aim Is True (в переводе с англ.  «Моя цель верна») — дебютный студийный альбом британского рок-певца Элвиса Костелло, записанный в Лондоне и выпущенный в 1977 году. Один из самых популярных альбомов английского нью-вейва и панк-рока конца 1970-х годов, он стал платиновым в Соединённых Штатах. В 1977 году журнал Rolling Stone признал My Aim Is True лучшим альбомом года, а в 2003 году включил его в список «500 величайших альбомов всех времён по версии журнала Rolling Stone». В 2005 году альбом был включен в альманах «Тысяча и один музыкальный альбом, который стоит прослушать, прежде чем вы умрёте». В 2007 году альбом удостоился включения в Зал славы премии «Грэмми».

## История альбома
Альбом записывался в студии на Хайбери в 1976 году под продюсированием музыканта Ника Лоу, одной из звезд паб-рока. Сам Костелло изначально также относил себя к паб-рок-музыкантам, однако его песни нашли отклик, прежде всего, в новой волне и панк-роке. Более того: Костелло объявили «первым поэтом панк-рока» (титул этот в историческом контексте с ним делят Патрик Фицджеральд и Джон Купер Кларк), хотя панком он никогда не был, в большей степени соответствуя более старомодному определению: «рассерженные молодые люди». Аккомпанировал певцу рутс-рок-коллектив Clover с Хьюи Льюисом на гармонике. Песни Костелло писал либо у себя дома поздно ночью (чтобы не будить свою жену и маленького сына), либо в Лондонском метро во время поездки на работу.
Музыка альбома имела явное доминирование в сторону поп-рока, а мажорная тональность мелодий стала явной предтечей к зародившемуся в 1990-х годах бритпопу. Также в альбоме прослеживается влияние кантри-рока (в основном, из-за звучания аккомпанирующей ему группы Clover), рок-н-ролла («Blame It on Cain», «Miracle Man», «Pay It Back») и панка («Mystery Dance», «Welcome to the Working Week», «I’m Not Angry»). Тексты песен альбома были посвящены преимущественно теме любви, однако часть текстов песен («Welcome to the Working Week», «(The Angels Wanna Wear My) Red Shoes», «Waiting for the End of the World») имеют откровенно сатирический оттенок и высмеивают потребительское общество того времени. Некоторые тексты песен выражали открытый гнев и попытку возражения автора в сторону общества. Характерным примером этого стал сингл «Less Than Zero», вышедший в марте 1977 года: Костелло написал песню, когда посмотрел выступление бывшего лидера Британского Союза фашистов Освальда Мосли, пытавшегося отрицать своё «расистское» прошлое. Впоследствии Костелло не раз будет возвращаться к теме фашизма в песнях «Night Rally» (альбом This Year’s Model, 1978) и «Goon Squad» (альбом Armed Forces, 1979).
Вторым синглом с альбома стала песня «Alison», совместившая в себе тему любви и гнева Костелло. Песня человеке, разочарованном в возлюбленной, впоследствии была включена в список 500 величайших песен всех времён по версии журнала Rolling Stone, где занимает 323-е место (в 2004 году песня занимала 318-е место). Название альбома My Aim Is True — строчка из припева данной песни.
В первоначальное издание не вошёл рэгги-сингл «Watching the Detectives», который Костелло написал, послушав дебютный альбом The Clash, а конкретно 6-минутную кавер-версию песни Джуниора Мервина «Police & Thieves». Тогда Костелло решил, что сможет записать свою песню в стиле регги. Впоследствии композиция вышла отдельным синглом, а позже вошла в переиздание альбома (осень 1977 года).
Альбом имел умеренный коммерческий успех в Британии, заняв в чартах 14-е место, и получил множество положительных рецензий от критиков, отмечавших остроумие текстов и аранжировки. Однако сам Костелло удовлетворён звучанием не был и, прекратив сотрудничество с группой Clover, создал собственную группу Attractions.

## Обложка альбома
Обложка альбома была сделана художником Барни Бабблсом, указанным в описании альбома. Передняя сторона обложки представляла собой чёрно-белые маленькие клеточки вокруг фотографии Костелло с гитарой в руках. Элвис на фотографии носит большие очки и сгибает ноги в коленях, внешним видом явно подражая Бадди Холли. В переиздании фотография Элвиса была тонирована в жёлтый цвет. Ныне является самой узнаваемой обложкой альбомов Костелло.

## Список композиций
Все песни написаны Элвисом Костелло.
1. «Welcome to the Working Week» — 1:22
2. «Miracle Man» — 3:31
3. «No Dancing» — 2:39
4. «Blame It on Cain» — 2:49
5. «Alison» — 2:54
6. «Sneaky Feelings» — 2:09
7. «(The Angels Wanna Wear My) Red Shoes» — 2:47
8. «Less Than Zero» — 3:15
9. «Mystery Dance» — 1:38
10. «Pay It Back» — 2:33
11. «I’m Not Angry» — 2:57
12. «Waiting for the End of the World» — 3:22

- Бонус-трек (переиздание): «Watching the Detectives[англ.]» — 3:45

## Участники записи альбома
- Элвис Костелло — вокал, гитара, фортепиано
- Джон Макфи[англ.] — лид-гитара, бэк-вокал
- Шон Хоппер[англ.] — фортепиано, орган, бэк-вокал
- Джонни Сиамботти — бас-гитара, бэк-вокал
- Мики Шин — ударные
- Стэн Шоу — орган («Less Than Zero»)
- Ник Лоу — бэк-вокал, бас-гитара («Mystery Dance»)
- Барри Фармер — звукоинженер
- Вэнди Шерман и Барни Бабблс — дизайн

## Позиции в чартах
| Чарт                        | Позиция |
| --------------------------- | ------- |
| Australian Albums Chart     | 25      |
| Canadian Albums Chart       | 24      |
| New Zealand Albums Chart    | 32      |
| Swedish Albums Chart        | 14      |
| UK Albums Chart             | 14      |
| United States Billboard 200 | 32      |

| Чарт (1978)        | Позиция |
| ------------------ | ------- |
| U.S. Billboard 200 | 64      |